# اچ‌ام‌اس آکتئون (۱۷۷۵)
اچ‌ام‌اس آکتئون (۱۷۷۵) (به انگلیسی: HMS Actaeon (1775)) یک کشتی بود که طول آن ۱۲۰ فوت ۶٫۵ اینچ (۳۶٫۷۴۱ متر) بود. این کشتی در سال ۱۷۷۵ ساخته شد.